# Rim of the World
Rim of the World, conocida en España como Campamento alienígena y en Hispanoamérica como Campamento en el fin del mundo, es una película de ciencia ficción y aventuras dirigida por McG a partir de un guion de Zack Stentz. La película fue estrenada en Netflix el 24 de mayo de 2019.

## Trama
Alex, un niño socialmente solitario que recientemente perdió a su padre en un incendio, asiste de mala gana a un campamento de verano en el sur de California llamado "Rim of the World". Conoce a otros dos "inadaptados": Zhen Zhen, una adorable niña huérfana china inicialmente muda, y Dariush, un niño franco de una familia rica. Una tarde, mientras está en un lago, Zhen Zhen se adentra en el bosque en busca del mirador que había visto en un cartel del campamento, mientras que Alex intenta seguirla. Se encuentra con Dariush, que está cerca respondiendo a la llamada de la naturaleza. Dariush intenta por error "curar" el miedo a las alturas de Alex haciéndolo pararse cerca del borde de un acantilado, y Gabriel, un niño al que no habían visto antes en el campamento, interviene. Zhen Zhen, al escuchar la conmoción, vuelve a bajar y se encuentra con los chicos. En ese momento, todos reciben mensajes de texto alarmantes aconsejándoles que evacuen inmediatamente el área.
Mientras se apresuran a regresar, descubren que otros campistas han abandonado el lago y son testigos de naves alienígenas que invaden el valle. Los niños regresan al campamento descubriendo que el campamento está vacío, excepto por Conrad, un consejero del campamento. De repente, una nave espacial Dragon que huye de la Estación Espacial Internacional aterriza muy cerca. El astronauta moribundo dentro de la nave espacial le da a Alex una llave, con instrucciones de hacerla llegar a las instalaciones del Laboratorio de Propulsión a Chorro (JPL) de la NASA en Pasadena, ya que era la única forma de destruir a los extraterrestres. Aparece un extraterrestre con su "perro" que mata al astronauta y a Conrad, pero los niños logran eludirlos y escapar del campamento.
En la oficina del alguacil descubren a un recluso, Lou, que se ha quedado en las celdas. Lou afirma tener un hijo esperándolo, por lo que Alex, empático, decide liberarlo antes de que el grupo continúe su camino hacia JPL. Más tarde, el grupo se encuentra con marines que están evacuando a civiles. El comandante, agradecido, toma la llave y pone a los niños en un autobús a un lugar seguro. Sin embargo, las naves alienígenas atacan el convoy de vehículos y los soldados mueren, después de lo cual Alex recupera la llave del comandante moribundo y el grupo parte hacia JPL una vez más. Durante la noche, después de refugiarse brevemente en la antigua casa de Gabriel, éste explica que es un fugitivo del reformatorio, donde fue colocado debido a un malentendido en la tienda de su madre, cuando un cliente asumió que trataba de robar su cambio en la caja de depósito, sin darse cuenta de la discalculia de Gabriel. Algún tiempo después, son atacados por una pandilla de enmascarados, lideradas por Lou, quien se revela como un ladrón asesino que engañó al grupo para que lo liberara. Él les propone dejarlos ir si Alex le da la llave, que Lou cree que puede vender en el mercado negro. Alex se niega y Lou intenta matarlo con un cuchillo, pero aparece el alienígena del campamento y los ataca a todos. Lou y sus hombres mueren, pero los niños logran escapar después de atrapar al alienígena en una piscina del patio trasero.
Mientras caminan por el bosque, Dariush y Gabriel discuten y Dariush revela que su padre perdió el concesionario de automóviles e irá a la cárcel, de ahí la razón por la que fue llevado al campamento. De repente, reciben en su transmisor un SOS del científico del JPL al que se les indicó que le dieran la llave, animándolos a seguir adelante con su viaje. Los niños entran a un centro comercial y se cambian de ropa. Después de eso, el grupo toma un Ford Mustang que descubren que Zhen Zhen puede conducir el resto del camino al JPL, pero nuevamente son atacados por el alienígena que los persigue. Abandonan el vehículo mientras intentan escapar del extraterrestre y se dan cuenta de que dejaron la llave en el auto. Dariush intenta ir solo para obtener la llave y aunque es herido en el proceso logra salirse con la suya. 
El grupo finalmente llega a las instalaciones de JPL, pero descubre que el científico está muerto y su mensaje de SOS fue solo el resultado de su sangre goteando en su transmisor. Los niños pueden hacer contacto por radio con un general de NORAD, quien les explica que la llave es una unidad de memoria que contiene información sobre la ubicación de la nave nodriza alienígena para ser utilizada en el Proyecto Excalibur, un sistema de Defensa orbital implementado durante la Guerra Fría con el que podrán atacar y destruirla. Siguiendo las instrucciones del general, Zhen Zhen va al sótano para encender los generadores de emergencia, donde es atacada por un perro alienígena, mientras que Alex sube al techo para realinear el plato de comunicación, donde es atacado por el alienígena. Zhen Zhen logra encerrar al perro en el sótano y regresa a la sala de mando para ayudar a Gabriel y al herido Dariush a insertar las llaves que activarán Excalibur.
Zhen Zhen, Dariush y Gabriel evacuan el edificio JPL, mientras que Alex atrae al alienígena a una sala de pruebas de motores y lo mata con el escape del motor. Los adolescentes observan desde el suelo cómo la nave nodriza alienígena explota en la atmósfera. Alex se reencuentra con su madre y los niños son admirados como héroes.

## Reparto
- Jack Gore como Alex.
- Miya Cech como ShenZhen.
- Benjamin Flores Jr. como Dariush.
- Alessio Scalzotto como Gabriel.
- Dean Jagger como Capitán Hawking.
- King Bach como Logan.
- Lynn Collins como Mayor Collins.
- Annabeth Gish como Grace.
- Michael Beach como General George Khoury.
- Tony Cavalero como Conrad.
- Andrea Susan Bush como la Consejera del Campo.
- Kerry Westcott como Sobrecargo de vuelo.
- Allan Graf como Conductor de taxi.
- Michael Papajohn como Jenkins.
- Scott MacArthur como Lou Gates.
- Cameron Fuller como Joven soldado Dover.
- Annie Cavalero como Heather.
- Rudy Mancuso como Wes.
- Carl McDowell como Carl.
- Chris Wylde como el Tío Chris.
- David Theune como el Consejero en jefe.
- Punam Patel como Angeline.
- Jason Rogel como el oficial de aduana.
- Amanda Cerny como Lucy.

## Producción
En marzo de 2018, se reportó que McG dirigiría  Rim of the World para Netflix a partir de un guion de Zack Stentz. La producción principal comenzó en mayo de 2018 en Los Ángeles y se estrenó el 24 de mayo de 2019 En junio de 2018 fue anunciado el reparto.
El rodaje comenzó en junio de 2018.